# Volta
|  | Per a altres significats, vegeu «Volta (desambiguació)». |

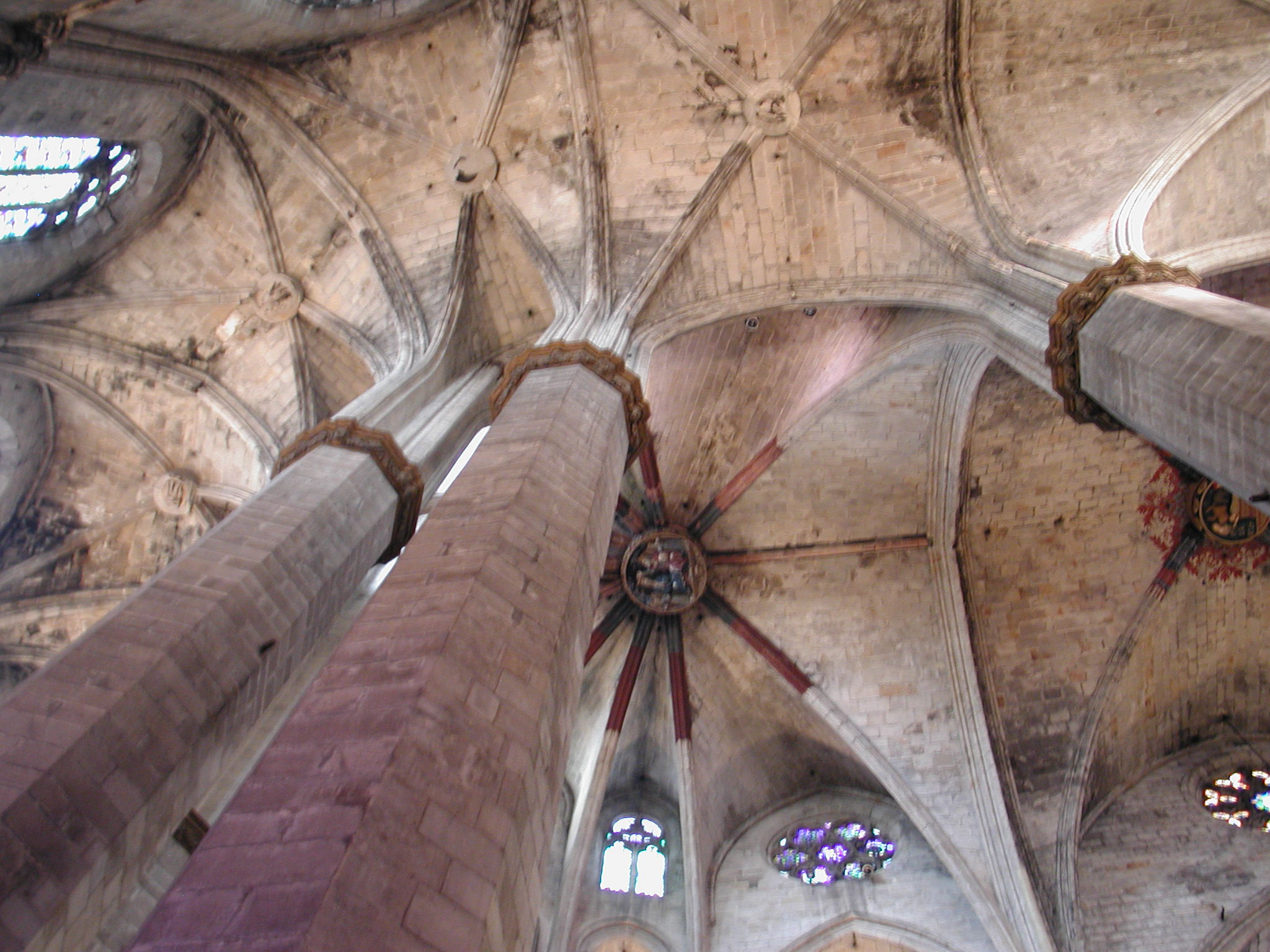
Voltes gòtiques a l'església de Santa Maria del Mar, Barcelona

La volta és una estructura arquitectònica pròpia per a cobrir espais o recintes. La seva geometria pot ser amb simple o amb doble curvatura. Els materials de construcció poden ser: cairons formant dovelles, pedra, totxos o maons, amb un material aglomerant o morter.
En la història de l'arquitectura les voltes tingueren un paper preeminent que han perdut amb la generalització de les tècniques i materials de construcció moderns: primer el ferro i després el formigó armat.
Els tipus més coneguts de voltes són:
- La volta de canó de forma cilíndrica (simple curvatura), emprada en l'arquitectura romana i romànica.
- La volta de quart de canó: les tribunes són freqüents en les esglésies de peregrinació amb la finalitat d'augmentar la seva capacitat. Les voltes que cobreixen aquestes tribunes són les voltes de quart de canó i tenen com a funció passar l'empenta de la nau central cap a l'exterior. Les obertures d'aquestes sobre la nau central es denomina trifori.
- La volta d'aresta, formada per la intersecció de dos voltes de canó o cilíndriques.
- La volta de creueria: en l'arquitectura gòtica, les voltes per aresta es formen per la intersecció de voltes apuntades o ogivals, és a dir, la directriu de cada volta són sengles arcs apuntats en el bell mig de la volta o generatriu més alta.
- La cúpula o volta esfèrica (doble curvatura) és una esfera per l'interior. Fou emprada en l'Arquitectura romana d'Orient i del Renaixement.
- La volta de quadrant d'esfera o de racó de forn és la formada per un quart d'esfera. Sol utilitzar-se per cobrir absis i absidioles
- La volta de quatre punts o volta falsa vaïda (doble curvatura) és formada per una generatriu corba, generalment un arc rebaixat, que es desplaça paral·lelament a ell mateix recolzant-se sobre una directriu també corba, generalment altre arc rebaixat, mantenint el seu pla en la mateixa orientació.[2]
- La volta catalana o de maó de pla es realitza disposant els maons per la part plana, és a dir, per la cara de superfície més gran formada pel llarg i el través del maó, la qual cosa fa que sigui molt més lleugera que les voltes construïdes amb altres mètodes o sistemes constructius. Els tipus més corrents són, geomètricament, voltes cilíndriques amb l'arc directriu rebaixat, o una voltes de quatre punts amb arc generatriu i l'arc directriu rebaixats.

## Classificació en funció de la seva forma

### Simples
- Volta plana, que està definida per una o més superfícies planes encara que constructiva i mecànicament es comporten de forma anàloga a les quals tenen directriu corba.

- Volta cilíndrica. És la qual normalment es denomina «de canó». Té gran senzillesa i resulta del desplaçament d'un arc directriu al llac d'un eix horitzontal que passa pel centre de la línia d'arrencada i cobreix un espai de planta rectangular. Si l'eix és oblic es denomina «de canó oblic», i si l'eix és corb es denomina «torica». Les arrencades de la volta cilíndrica descansen sobre murs paral·lels als quals transmet càrregues i en ser aquestes inclinades, generen embranzides que són contrarestats amb contraforts amatents en els murs amb regularitat d'intervals. En cada plànol format per aquests contraforts s'executa un arc fajó realitzat en material de major qualitat, per a evitar que l'element treballi a flexió, que seria un fet no desitjable.

- Volta cònica. La seva superfície ve engendrada per una recta que passa per un punt fix i es recolza en els infinits punts d'una corba directriu, podent ser d'eix horitzontal (denominades «de trompa»), o bé d'eix vertical (pròpiament, les «còniques»)

- Volta de revolució o doble curvatura. Sota la denominació de cúpules, són el resultat de la rotació al voltant d'un eix vertical d'una porció d'arc que genera una superfície de doble curvatura, una en sentit horitzontal i altra en vertical. En funció de la curvatura es diferencien en esfèriques (girant un arc de mig punt engendrant mitja esfera), les apuntades (si triem un arc apuntat com generatriu) i les rebaixades (si l'arc que prenem és rebaixat).

Sota la denominació de «cúpula» o «de revolució» també es troben:

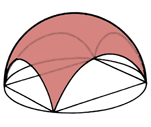
Volta bufada

- Volta bufada, també anomenada de vela o de mocador. És aquella que s'obté per la intersecció d'una cúpula esfèrica amb els quatre plans verticals que delimiten la planta quadrada inscrita en la circumferència base de la cúpula. Les càrregues es transmeten des de la superfície cap a quatre suports aïllats. És apropiada per cobrir espais quadrats.

- Volta segmental o de petxina. Formen un triangle esfèric que serveix per al suport de l'anell de base de la cúpula, actuant d'enllaç entre aquest i els arcs torals que la suporten.

### Compostes
Són les engendrades per la intersecció i barreja de diverses simples, estant l'intradós format per diferents superfícies. Les més importants són les resultants de la intersecció de dues voltes de canó.
- Volta d'aresta. La intersecció origina l'agrupació de quatre llunetes apareixent quatre arcs frontals i dues arestes diagonals que es manifesten al seu intradós, descansant sobre quatre suports aïllats per on fluïxen les càrregues.

- Volta de racó de claustre. La intersecció de dos canons provoca l'aparició de quatre témpans, manifestant-se les arestes a l'extradós de la volta. Es recolza en la línia d'arrencada perimetral que defineix la base, quadrada o rectangular, segons siguin les voltes iguals o diferents. Les càrregues que recauen en les superfícies dels témpans es llisquen fins a la base i es transmeten als murs.